# Johann Böhler
Johann Baptist Böhler (* 13. Oktober 1890 in Schwarzach; † 1. September 1971 ebenda) war ein österreichischer Politiker (VdU/FPÖ) und Fabrikant. Er war von 1949 bis 1954 Abgeordneter zum Vorarlberger Landtag. 

## Ausbildung und Beruf
Böhler besuchte nach der Volksschule Schwarzach zwischen 1903 und 1905 die Handelsschule Feldkirch und trat 1905 in das elterliche Stickereigeschäft ein. Er leistete seinen Militärdienst zwischen 1911 und 1912 bei den Tiroler Kaiserjägern und diente von 1914 bis 1917 im Ersten Weltkrieg. Eine schwere Verwundung führte zur Amputation eines Unterschenkels. Böhler gründete im Jahr 1919 die Firma J. Böhler & Co. und beschäftigte sich bis 1930 mit der Stickereitaschentucherzeugung. Danach widmete er sich ab 1930 der Weberei von Gebrauchstaschentüchern. Gemeinsam mit der Firma F. M. Hämmerle gründete er 1949 die  Firma Iris-Taschentücher, 1966 gründete er zudem eine Konfektionsstickerei.

## Politik und Funktionen
Böhler trat 1949 dem Verband der Unabhängigen bei und war später Mitglied der Freiheitlichen Partei Österreichs. Er vertrat den Verband der Unabhängigen vom 25. Oktober 1949 bis zum 28. Oktober 1954 im Vorarlberger Landtag und war Mitglied im Finanzausschuss, Mitglied im Volkswirtschaftlichen Ausschuss und Mitglied im Sozialpolitischen Ausschuss. Lokalpolitisch war er von 1955 bis 1965 als Mitglied der Gemeindevertretung von Schwarzach aktiv. Er war des Weiteren von 1925 bis 1930 Obmann der Raiffeisenkasse Schwarzach, ab 1949 Aufsichtsratsmitglied der Vorarlberger Kraftwerke und von 1937 bis 1963 Vorstandsmitglied der Vorarlberger Industriellenvereinigung.

## Auszeichnungen
- Ehrenmedaille der Vorarlberger Handelskammer (1971)

## Privates
Böhler war der Sohn von Gebhard und Agatha Böhler, die beide aus Schwarzach stammten. Er war ab 1921 mit Josefine Keßler verheiratet und wurde Vater von drei Töchtern und einem Sohn, wobei seine Kinder zwischen 1922 und 1927 geboren wurden. 